# Мельбурнский трамвай
Трамвайная сеть в городе Мельбурн, Австралия, была заложена в 1885 году. В настоящее время Мельбурнская трамвайная сеть является крупнейшей в мире (после того как была демонтирована часть сети трамвая в Санкт-Петербурге в начале XXI века). Общая протяженность трамвайных путей составляет в настоящий момент 254 километра, по которым ходят 498 трамваев, которые обслуживают 30 линий и 1813 остановок. Трамвайные вагоны приводятся в движение напряжением постоянного тока в 600 Вольт, которое подается через провода, подвешенные над вагонами. Трамвайные пути имеют стандартную ширину колеи в 4 фута и 8,5 дюйма. Мельбурнская трамвайная система в настоящее время управляется частной компанией Yarra Trams, с которой правительство штата Виктория заключило договор. Правительство штата является также владельцем трамвайной сети.
В 2007 году трамвайной системой Мельбурна было перевезено в общей сложности 156,4 миллиона пассажиров. Мельбурн является единственным австралийским городом, в котором существует правило, согласно которому водителям автотранспорта в некоторых случаях предписывается производить поворот направо из крайнего левого ряда, для того, чтобы не занимать крайнюю правую полосу (в Австралии левостороннее движение) и дать преимущество трамваю для проезда прямо.
Маршруты Мельбурнского трамвая под номерами 6 и 96 считаются одними из наиболее загруженных трамвайных линий в мире.

## Описание сети
Сеть мельбурнского трамвая — радиальная с небольшим кольцом вокруг сити. В сити линии проложены практически по всем основным улицам в направлениях Север-Юг и Запад-Восток. В дальнейшем трамвайные линии проложены по основным автомагистралям. Линии совмещенные в старых районах и выделенные в более новых.
Линия 58-го маршрута частично проходит по территории Королевского парка (Royal park) без параллельной автодороги.
Все основные маршруты кроме трех либо начинаются в сити, либо проходят через сити. До начала 2000-х годов маршруты, не проходящие через сити выделялись в отдельную группу «пригородных» трамвайных маршрутов.
После ликвидации в 1986 году линий метро к Сент-Килде и пассажирско-грузовому порту линии были перестроены и включены в трамвайную сеть. В настоящий момент небольшие участки трамвайной сети от казино «Корона» до пассажирского порта и Сент-Килды называются линиями «лёгкой железной дороги», при этом маршруты, использующие эти линии, выходят далеко за её пределы.
Трамвайно-железнодорожные гейты отсутствуют. Трамваи доставляются на большегрузных грузовиках в трамвайные мастерские Престона, где и производится сборка. Трамвайное хранилище в Ньюпорте соединено с железнодорожной сетью, но не соединено с трамвайной.
Пересечения с железной дорогой были полностью ликвидированы в 2018-2023 годах в рамках кампании по ликвидации пересечений городских улиц и железнодорожных путей.

## Подвижной состав

### Классификация
Традиционно каждому новому типу трамваев присваивается буквенный индекс. Если возникает необходимость повторного использования буквы, к ней добавляется цифровой индекс.
- Класс W (подклассы W7, W6, SW5 и SW6) — «исторический» трамвай. Производитель Melbourne and Metropolitan Tramways Board (MMTB), годы производства 1939—1956. На ходу 48.
- Класс Z (подклассы Z1, Z2 и Z3) — Производитель Commonwealth Engineering Pty Ltd (Comeng), Dandenong, Victoria, годы производства 1978—1984. На ходу 148.
- Класс A1 — Производитель Comeng, годы производства 1978—1984. На ходу 28. Бортовые номера с 231 по 258.
- Класс A2 — Производитель Comeng, годы производства 1985—1986. На ходу 42. Бортовые номера с 259 по 300.
- Класс B1 (прототип) — Двусекционный. Производитель Comeng, годы производства 1974—1985. На ходу 2. Бортовые номера с 2001 по 2002.
- Класс B2 — Двусекционный. Производитель Comeng, годы производства 1988—1994. На ходу 130. Бортовые номера с 2003 по 2132.
- Класс С — Трехсекционный Citadis. Производитель Alstom, годы производства 2001—2002. На ходу 36. Бортовые номера с 3001 по 3036.
- Класс С1 (Bumblebee) — Пятисекционный Citadis. Производитель Alstom, год производства 2008. На ходу 5. Бортовые номера 5103, 5106, 5111, 5113 и 5123.
- Класс D1 — Трехсекционный Combino. Производитель Siemens, годы производства 2002—2003. На ходу 38. Бортовые номера с 3501 по 3538.
- Класс D2 — Пятисекционный Combino. Производитель Siemens, год производства 2003—2004. На ходу 21. Бортовые номера с 5001 по 5021.
- Класс E — Трехсекционный Bombardier. Производитель Bombardier Australia, годы производства 2011—2022. На ходу 51. Бортовые номера с 6001 по 6080.
- Класс G — Трехсекционный Flexity 2. Производитель Alstom Australia. Трамвай будет производиться с 2025 года и должен полностью заменить остающиеся на ходу трамваи классов Z и A.

### Окраска
При окраске мельбурнский трамваев используются следующие цветовые гаммы:
- Цвета MMTB — зелёный корпус, кремовый кант и крыша. Оставлены историческим трамваям класса W и SW.
- Цвета «The Met» — зелёный корпус, жёлтый кант и крыша. Оставлены историческим трамваям класса W и SW и некоторым Z, поставленным на хранение.
- Цвета «Yarra Trams» — белый с зелеными орнаментальными узорами, часто желтыми дверьми и логотипом компании на кабине водителя и корпусе. Существует четыре варианта окраски. Все трамваи, окрашенные в цвета «Yarra Trams» сменили ливрею на цвета «Public Transport Victoria».
- Цвета кольцевого маршрута — темно-карминный цвет с логотипом «City Circle».
- Цвета «Public Transport Victoria» (PTV) во многом похож на цвета «Yarra Trams» с зелёным орнаментальным рисунком PTV.
- Арендованным в городе Мюлуз трамваям класса С1 изначально была оставлена оригинальная окраска трамваев города Мюлуз с логотипами «Bumblebee» («Шмель») и аппликациями в виде шмелей. После выкупа трамваев правительством штата Виктория трамваи были перекрашены в цвета PTV с сохранением аппликаций.

## Оплата проезда
Оплата проезда в трамваях города Мельбурна производится карточкой Myki, единой для всех видов транспорта на территории большого Мельбурна и остальных городов штата, а также частично для региональных поездов. Трамвайная сеть находится внутри первой и второй тарификационных зон. Внутри Мельбурнского сити проезд на трамвае любого маршрута бесплатный. Остановки внутри бесплатной зоны оборудованы специальными знаками.

## Трамвайные маршруты

### Основные маршруты
- № 1 — Южный Мельбурн — Восточный Кобург (через сити)
- № 3 — Мельбурнский Университет — Восточный Молверн
- № 3a — Мельбурнский Университет — Восточный Молверн через Сент-Килда-бич (маршрут выходного дня)
- № 5 — Мельбурнский Университет — Молверн
- № 6 — Мореланд — Глен Айрис (через сити)
- № 11 — Виктория-харбор — Западный Престон
- № 12 — Сент-Килда — Виктория гарденс
- № 16 — Мельбурнский Университет — Кью (через Сент-Килда-бич)
- № 19 — Сити — Северный Кобург
- № 30 — Вест-Энд — Сент-Винсент плаза
- № 35 (сити-кольцевой) — регулярный экскурсионный маршрут вокруг мельбурнского сити
- № 48 — Виктория-харбор — Северный Болвин
- № 57 — Сити — Западный Марибирнонг
- № 58 — Турак — Западный Кобург (через сити и Домейн интерчендж)
- № 59 — Сити — «Аэропорт-Запад»[4]
- № 64 — Мельбурнский Университет — Восточный Брайтон
- № 67 — Мельбурнский Университет — Карнеги
- № 70 — Доклендс Вотерфронт — Веттл-парк
- № 72 — Мельбурнский Университет — Кембервелл
- № 75 — Сити — Южный Вермонт
- № 78 — Ричмонд — Праран
- № 82 — Футскрей — Муни-Пондс
- № 86 — Доклендс Вотерфронт — Бандура (кампус RMIT)
- № 96 — Сент-Килда-бич — Восточный Брансвик (частично скоростной)
- № 109 — Порт-Мельбурн — Бокс-Хилл (частично скоростной)

### Вспомогательные маршруты
С 2012 года вспомогательные маршруты имеют индекс а или d. Трамваи с индексом a едут по укороченному маршруту, трамваи с индексом d следуют в депо

## Трамвайные депо

### Современные
- Брансвик
- Кембервелл
- Восточный Престон
- Эссендон
- Гленхантли
- Кью
- Молверн
- Саусбенк

### Закрытые и ликвидированные
- Элвуд
- Футскрей

### Прочие объекты, включенные в трамвайную сеть
- Трамвайный музей в Хоторне
- Трамвайные мастерские в Престоне
- Трамвайные реставрационные мастерские и трамвайное депо в Северном Фитцрое.

### Прочие объекты, не включенные в трамвайную сеть
- Железнодорожные мастерские в Ньюпорте, где хранится 168 отреставрированных исторических трамваев в рабочем состоянии, в основном класса W.
- Мастерские и двойное обкаточное кольцо на территории завода Bombardier в Данденонге.